# جون إي. ويلكس
جون إي. ويلكس (بالإنجليزية: John E. Wilkes)‏ هو ضابط أمريكي، ولد في 26 مايو 1895 في تشارلوت في الولايات المتحدة، وتوفي في 20 يوليو 1957 في مركز والتر ريد الطبي العسكري الوطني ‏ في الولايات المتحدة.